# Leucemia promielocítica aguda
La leucemia promielocítica aguda con t(15,17)(q22;q12);PML-RARα es un subtipo de leucemia mieloide aguda (LAM) en la cual predominan los promielocitos anormales. La LPA posee características morfológicas, citogenéticas y moleculares únicas. Esto incluye una coagulopatía potencialmente devastadora con un elevado riesgo de mortalidad.
La gran mayoría de los casos de LPA con t(15;17) pertenecen a la clase hipergranular del tipo M3 y a la variante microgranular (hipogranular) M3v, según describe la clasificación franco-estadounidense-británica FAB.
La enfermedad se caracteriza por una proliferación rápida de células promielocíticas. También es característico de la misma la translocación de los cromosomas 15 y 17 que producen la proteína RARα, que es la responsable de la respuesta al tratamiento con ácido transretinoico (ATRA).

## Epidemiología
La leucemia promielocítica aguda es responsable del 5-8% de las LMA en los adultos. La edad media del diagnóstico es aproximadamente 40 años, que es menor que en los otros tipos de leucemia mieloide. Es el único tipo de leucemia que responde al tratamiento con ácido trasretinoico

## Características clínicas
La mayoría de los pacientes con el tipo hipergranular es leucopénica o exhiben sólo un leve aumento en la cifra de leucocitos. Raramente la cifra es alta. En los frotis de sangre se encuentran blastos y promielocitos con granulación intensa y múltiples bastones de Auer. En algunos casos la hipergranularidad clásica de los promielocitos es menos evidente en la sangre periférica que en la médula ósea. La anemia y la trombocitopenia son hallazgos clásicos.
En algunos casos se ha descrito la producción de anexina II, que estimula la fibrinólisis y desencadena una coagulación intravascular diseminada (CID).

## Morfología y citoquímica
La mayor parte de las células de la médula ósea son promielocitos anormales con granulación azurófila intensa. A veces los gránulos están tan densamente compactados que ocultan el núcleo. Hay también algunas células llenas con gránulos finos como polvo. Son características las células con múltiples bastones de Auer las cuales a veces se presentan en fascículos (células de Fagot).
Es importante distinguir la M3 de la M2, que también puede tener aumento en el número de promielocitos. En la M2 la granulación no es tan intensa y no se compacta en el citoplasma como en la M3.

## Genética
La mayoría de los casos son causados por un reordenamiento del cromosoma 17 con el cromosoma 15: t(15;17). Pueden darse casos de reordenamientos del cromosoma 17 con otros cromosomas, pero son muy raros.
Este reordenamiento se da a un nivel específico del cromosoma 15, en la región donde se encuentra el gen PML, el cual quedará truncado y en cuanto al cromosoma 17 se dará en la región del gen RARα (receptor del ácido retinoico). Se heredaran un gen de fusión PML/RARα y su contrapartida el oncogén RARα/PML, con su derivada oncoproteína.
Hay una proporción de los enfermos que tienen también una o dos anormalidades adicionales (trisomía 8: t (15;17)+8; anormalidades del cromosoma 7: t (15:17) abn (7) ...) lo que provoca un impacto negativo en los enfermos.

## Pronóstico y factores predictivos
El pronóstico de la leucemia promielocítica aguda es muy bueno si se trata adecuadamente. El desarrollo de nuevas terapias dirigidas a la oncoproteína específica de esta leucemia (PML/RARα) hace que la quimioterapia sea muy efectiva y específica contra las células neoplásicas. La administración de sales de arsénico juntamente con ácido retinoico confiere a estos pacientes un pronóstico casi igual a la esperanza de vida correspondiente a la edad del paciente, ya que es capaz de eliminar la gran mayoría de células neoplásicas en un período de seis meses. Es una de las pocas leucemias con tratamiento molecular específico eficaz.

## Tratamiento
El tratamiento de la leucemia promielocítica se centra en la destrucción de la oncoproteína resultante de la fusión de los genes PML/RARα, ya que sin la oncoproteína la célula neoplásica muere. La administración de trióxido de arsénico ha demostrado ser muy efectiva en la eliminación de las células neoplásicas ya que se une a la oncopreteína con mucha especificidad e induce su eliminación por la vía del proteasoma.
En España el uso de trióxido de arsénico sí está aprobado, y se administra junto con Ácido Transretinoico (ATRA) a altas dosis para promover la acción fisiológica del receptor de ácido retinoico (prodiferenciativo y promadurativo), ayudando a las células neoplásicas a terminar su diferenciación y maduración de las células. Esto no frena la enfermedad, solo hace que las células maduren con normalidad, de modo que se debe administrar quimioterapia concomitante.

## Variantes
Variante microgranular M3. En contraste con la M3 Hipergranular clásica, la cifra de leucocitos en la M3 microgranular suele estar notablemente aumentada. La célula predominante en la sangre periférica es un promielocito con núcleo bilobular, reniforme o multilobulado y citoplasma desprovisto de gránulos o con sólo unos cuantos azurófilos.
La cromatina nuclear es fina y frecuentemente con nucléolos visibles. En mayor parte de los casos está presente como una población celular menor, un promielocito anormal con núcleo bilobulado, citoplasma basófilo intenso y a veces prolongaciones citoplásmicas, pero en ocasiones ésta puede ser la célula predominante. Cuando hay prolongaciones citoplásmicas, las células semejan megacarioblastos.